# American Hustle
American Hustle (La gran estafa americana en España, y Escándalo americano en Hispanoamérica) es una película de 2013 dirigida por David O. Russell y escrita por Russell y Eric Warren Singer, basada en la operación ABSCAM del FBI en los años 1970 y 80. Estrenada el 13 de diciembre de 2013, la cinta está protagonizada por Christian Bale como Irving Rosenfeld, Amy Adams como Sydney Prosser y Bradley Cooper como Richard DiMaso. Además, Jeremy Renner, Jennifer Lawrence y Louis C.K. participan en roles secundarios.
Desde su estreno la película recibió alabanzas de la crítica especializada y del público. Recibió diez nominaciones a los Premios Óscar, entre las que destaca la de mejor película, mejor director para Russell, mejor guion original y en las cuatro categorías de interpretaciones (mejor actor para Bale, mejor actriz para Adams, mejor actor de reparto para Cooper y mejor actriz de reparto para Lawrence). Obtuvo siete nominaciones a los Globos de Oro, de las que finalmente ganó tres premios (mejor película, comedia o musical, mejor actriz, comedia o musical para Adams y mejor actriz de reparto para Lawrence).
Esta fue la primera participación juntos, en roles protagónicos, de Bale y Adams, ya que cinco años después protagonizarían la película Vice. El director O. Russell reunió en esta película a cuatro actores que habían tenido roles protagónicos de sus filmes anteriores; tal es el caso de los antes mencionados Bale y Adams, quienes fueron protagonistas en la película The Fighter, así como Cooper y Lawrence, quienes protagonizaron la película Silver Linings Playbook.

## Argumento
En 1974, el empresario de poca monta Irving Rosenfeld (Christian Bale) conoce a la estríper Sydney Prosser (Amy Adams) en una fiesta y se convierten en amantes, a pesar del matrimonio de Irving con la inestable Rosalyn Rosenfeld (Jennifer Lawrence), quien se niega a divorciarse amenazando con llevarse a su hijo, Danny, lejos de él y con denunciar a las autoridades sus actividades fraudulentas, ya que Irving es también un estafador. Sydney se convierte en la compañera de Irving en el negocio de las estafas, fingiendo ser una aristócrata británica llamada "Edith Greensly" con contactos en el banco de Londres con el fin de atraer a los inversores, cuyo dinero Irving malversa.
Este tipo de vida termina cuando son atrapados por el agente del FBI Richard DiMaso (Bradley Cooper), llamado como Richie, quien se hace pasar por una de sus víctimas. DiMaso promete exonerarlos si ellos le ayudan a detener a otros cuatro estafadores. Sydney quiere que huyan del país llevándose a Danny, pero Irving es reticente y finalmente aceptan, obligados, la oferta. Richie, pese a que conoce la falsedad de la aristocracia de Sydney, sigue creyendo que es la inglesa Edith y se siente atraído por ella, hecho que Sydney, explicándoselo a Irving, aprovecha como baza para la posible necesidad de un plan B. Sydney, como Edith, se distancia de Irving y desarrolla un acercamiento sentimental con Richie.
Irving tiene a uno de sus amigos fingiendo ser un jeque árabe rico, en busca de posibles inversiones en América. Cuando un socio suyo sugiere que el jeque haga negocios con Carmine Polito (Jeremy Renner), el recién alcalde electo de Nueva Jersey, que ha legalizado recientemente los juegos de azar en Atlantic City y está teniendo problemas para reunir el dinero necesario para la renovación de la ciudad, Richie diseña un plan para atrapar a Polito y solicita una transferencia de 2 millones de dólares a una cuenta controlada por el FBI a su jefe, Stoddart Thorsen (Louis C.K.), el cual se niega. Sydney convence a una secretaria, Brenda (Colleen Camp), para que transfiera el dinero a espaldas de Thorsen. Cuando el jefe de Thorsen, Anthony Amado (Alessandro Nivola), alaba a su iniciativa, Thorsen no está en condiciones de cancelar la operación. Richie luego organiza una reunión con Polito e intenta grabar aceptar sobornos. Polito empieza a sospechar y se va pero Irving rescata la operación al convencerlo de que el jeque es legítimo.
Irving y Rosalyn cenan con Polito y su esposa, Dolly (Elisabeth Röhm), e Irving y Polito se vuelven amigos, dejando a Irving con el sentimiento de culpa sobre su participación en la conspiración. Polito después organiza una reunión con el jeque en una fiesta, y Richie hace que otro agente, Paco Hernández (Michael Peña), se haga pasar por el jeque. Irving se ve obligado a llevar a Rosalyn a la fiesta, y se hace amiga de un mafioso, Pete Musane (Jack Huston), mientras que Irving, Polito y el jeque se reúnen con el jefe de Musane, Victor Tellegio (Robert De Niro), quien quiere abrir un casino en Atlantic City, y convence a Polito para sobornar a varios funcionarios del gobierno para agilizar la ciudadanía estadounidense del jeque y así asegurar su negocio, además de solicitar una transferencia de 10 millones de dólares para demostrar la legitimidad del Jeque. Richie más tarde graba a Polito sobornando a los funcionarios del gobierno.
Thorsen se niega a darle a Richie los 10 millones, por lo que Richie lo ataca e Irving se preocupa que Tellegio vaya tras él y Sydney una vez que descubra la estafa. Mientras tanto, Rosalyn comienza un romance con Pete y menciona la participación de Irving con el FBI. Irving es secuestrado por Pete, y promete darle a Tellegio 2 millones para demostrar la legitimidad del jeque. Más tarde se enfrenta a Rosalyn, quien anuncia que quiere divorciarse para estar con Pete, y afirma que a propósito se le escapó lo del FBI con el fin de motivar a Irving a desarrollar un plan.
Sydney revela su verdadera identidad a Richie. Éste reacciona violentamente, tratando de forzarla, pero Irving llega a tiempo para proteger a Sidney. Richie deja claro que no tiene ningún interés en protegerlos de Tellegio si algo sale mal, avisándoles con indiferencia de que las vidas que corren peligro son las suyas y no la de un agente federal. Richie se marcha a propinar una paliza a su jefe y mentor, Thorsen, para conseguir que éste le proporcione una planta en el plaza y 10 millones de dólares para el falso soborno.
Más tarde se reúnen con el supuesto abogado de Tellegio, Alfonse Simone (Paul Herman), y Richie graba a Simone hablando de sus operaciones ilegales. Brenda transfiere los 2 millones de dólares a la cuenta de Tellegio, y Richie, ansioso de gloria, celebra la evidencia que ha adquirido. En casa de Polito, Irving le cuenta a Carmine la estafa y éste se angustia, alegando que él sólo quería mejorar Nueva Jersey y que fue Irving quien lo involucró. Polito y su familia, enfurecidos y disgustados, echan a Irving de la casa. Más tarde, Richie se entera de que Irving y Sydney han robado los 2 millones y Alfonse en realidad era el amigo de Irving, Ed Malone. Irving negocia devolver el dinero y salvar al FBI de la vergüenza a cambio de inmunidad para él y Sidney y una reducción de la pena de Polito. Thorsen acepta y elimina a Richie de la operación. Su papel en la operación se ignora en gran medida y permanece en el anonimato. Tellegio perdona a Irving y Sidney por su contribución con el FBI, ya que le impedían aceptar el soborno, lo que permitiría al FBI procesarlo. Carmine Polito y su familia no perdonan a Irving su traición e Irving pierde su amistad. Irving y Sidney se van a vivir juntos, mientras Rosalyn va a vivir con Pete. Ella comparte la custodia de Danny con y Irving, y éste y Sidney utilizan un préstamo bancario para abrir un negocio legal de venta de pinturas artísticas.

## Reparto
| Actor             | Personaje                            | Notas                                            |
| ----------------- | ------------------------------------ | ------------------------------------------------ |
| Christian Bale    | Irving Rosenfeld                     | basado en Melvin Weinberg                        |
| Amy Adams         | Sydney Prosser / Lady Edith Greensly | basada en Evelyn Knight                          |
| Bradley Cooper    | Agente Richard "Richie" DiMaso       | basado en Anthony Amoroso, Jr.                   |
| Jennifer Lawrence | Rosalyn Rosenfeld                    | basada en Cynthia Marie Weinberg                 |
| Jeremy Renner     | Carmine Polito                       | basado en Angelo Errichetti                      |
| Louis C.K.        | Stoddard Thorsen                     |                                                  |
| Jack Huston       | Pete Musane                          |                                                  |
| Michael Peña      | Paco Hernández                       |                                                  |
| Saïd Taghmaoui    | el Jeque de Irving / Al de Queens    |                                                  |
| Shea Whigham      | Carl Elway                           |                                                  |
| Alessandro Nivola | Anthony Amado                        |                                                  |
| Elisabeth Röhm    | Dolly Polito                         | basada en Dolores "Dodie" Errichetti             |
| Paul Herman       | Alfonse Simone                       |                                                  |
| Robert De Niro    | Victor Tellegio                      |                                                  |
| Anthony Zerbe     | Senador de New Jersey                | basado en el senador Harrison A. "Pete" Williams |
| Erica McDermott   | asistente de Carl Elway              |                                                  |
| Colleen Camp      | Brenda                               |                                                  |

## Producción

### Desarrollo
La película comenzó como un guion de Eric Warren Singer titulado American Bullshit. Fue incluido en el número 8 de la Black List de guiones no producidos de 2010. La producción se estableció en Columbia Pictures con Charles Roven y Richard Suckle produciendo a través de Atlas Entertainment, que inicialmente consideró a Ben Affleck para dirigir, antes de David O. Russell, quien finalmente firmó un contrato para dirigir la película. Russell reescribió el guion de Singer, reemplazando los personajes con caricaturas de sus respectivas figuras de la vida real.

### Filmación
El rodaje comenzó el 8 de marzo de 2013. La película fue rodada en los alrededores de Boston, Massachusetts (en Worcester), y en la ciudad de Nueva York. El rodaje se suspendió  a raíz de los atentados de la maratón de Boston. Después de que se levantó el bloqueo, la película volvió a su rodaje en Boston y pasó sus últimos días de rodaje en Nueva York.

## Premios y nominaciones

### Premios Óscar
| Año  | Categoría                  | Nominado                                      | Resultado |
| ---- | -------------------------- | --------------------------------------------- | --------- |
| 2014 | Mejor película             | Mejor película                                | Nominada  |
| 2014 | Mejor director             | David O. Russell                              | Nominado  |
| 2014 | Mejor actor                | Christian Bale                                | Nominado  |
| 2014 | Mejor actriz               | Amy Adams                                     | Nominada  |
| 2014 | Mejor actor de reparto     | Bradley Cooper                                | Nominado  |
| 2014 | Mejor actriz de reparto    | Jennifer Lawrence                             | Nominada  |
| 2014 | Mejor vestuario            | Michael Wilkinson                             | Nominado  |
| 2014 | Mejor montaje              | Jay Cassidy Crispin Struthers Alan Baumgarten | Nominado  |
| 2014 | Mejor guion original       | Eric Warren Singer David O. Russell           | Nominado  |
| 2014 | Mejor diseño de producción | Judy Becker                                   | Nominado  |

### PremiosGlobos de Oro
| Año  | Categoría                          | Nominado                            | Resultado |
| ---- | ---------------------------------- | ----------------------------------- | --------- |
| 2014 | Mejor película - Comedia o musical | Mejor película - Comedia o musical  | Ganador   |
| 2014 | Mejor director                     | David O. Russell                    | Nominado  |
| 2014 | Mejor actriz - Comedia o musical   | Amy Adams                           | Ganadora  |
| 2014 | Mejor actor - Comedia o musical    | Christian Bale                      | Nominado  |
| 2014 | Mejor actor de reparto             | Bradley Cooper                      | Nominado  |
| 2014 | Mejor actriz de reparto            | Jennifer Lawrence                   | Ganadora  |
| 2014 | Mejor guion                        | Eric Warren Singer David O. Russell | Nominados |

### Premios BAFTA
| Año  | Categoría                     | Nominado                      | Resultado |
| ---- | ----------------------------- | ----------------------------- | --------- |
| 2014 | Mejor película                | Mejor película                | Nominada  |
| 2014 | Mejor director                | David O. Russell              | Nominado  |
| 2014 | Mejor actor                   | Christian Bale                | Nominado  |
| 2014 | Mejor actriz                  | Amy Adams                     | Nominada  |
| 2014 | Mejor actriz de reparto       | Jennifer Lawrence             | Ganadora  |
| 2014 | Mejor actor de reparto        | Bradley Cooper                | Nominado  |
| 2014 | Mejor guion original          | Eric Singer David O. Russell  | Ganador   |
| 2014 | Mejor maquillaje y peluquería | Evelyne Noraz Lori McCoy-Bell | Ganadora  |
| 2014 | Mejor diseño de vestuario     | Michael Wilkinson             | Nominado  |
| 2014 | Mejor diseño de producción    | Judy Becker Heather Loeffler  | Nominado  |

### Critics' Choice Movie Awards
| Año  | Categoría                   | Nominado                     | Resultado |
| ---- | --------------------------- | ---------------------------- | --------- |
| 2014 | Mejor película              | Mejor película               | Nominada  |
| 2014 | Mejor comedia               | Mejor comedia                | Ganadora  |
| 2014 | Mejor Reparto               | Mejor Reparto                | Ganador   |
| 2014 | Mejor actor                 | Christian Bale               | Nominado  |
| 2014 | Mejor actor de reparto      | Bradley Cooper               | Nominado  |
| 2014 | Mejor actriz de reparto     | Jennifer Lawrence            | Nominada  |
| 2014 | Mejor director              | David O. Russell             | Nominado  |
| 2014 | Mejor guion original        | David O. Russell Eric Singer | Nominado  |
| 2014 | Mejor diseño de vestuario   | Michael Wilkinson            | Ganador   |
| 2014 | Mejor actriz en una comedia | Amy Adams                    | Ganadora  |
| 2014 | Mejor actor en una comedia  | Christian Bale               | Nominado  |

### Premios del Sindicato de Actores
| Año  | Categoría               | Nominado          | Resultado |
| ---- | ----------------------- | ----------------- | --------- |
| 2013 | Mejor reparto           | Mejor reparto     | Ganador   |
| 2013 | Mejor actriz de reparto | Jennifer Lawrence | Nominada  |

### Premios Satellite
| Año  | Categoría                 | Nominado                      | Resultado |
| ---- | ------------------------- | ----------------------------- | --------- |
| 2014 | Mejor película            | Mejor película                | Nominada  |
| 2014 | Mejor director            | David O. Russell              | Nominado  |
| 2014 | Mejor actriz protagonista | Amy Adams                     | Nominada  |
| 2014 | Mejor actor protagonista  | Christian Bale                | Nominado  |
| 2014 | Mejor actriz secundaria   | Jennifer Lawrence             | Nominada  |
| 2014 | Mejor actor secundaria    | Bradley Cooper                | Nominado  |
| 2014 | Mejor guion original      | David O. Russell Eric Singer  | Ganador   |
| 2014 | Mejor montaje             | Jay Cassidy Crispin Struthers | Ganador   |

### Premios del Sindicato de Productores
| Año  | Categoría                        | Candidato                        | Resultado |
| ---- | -------------------------------- | -------------------------------- | --------- |
| 2014 | Mejor producción de una película | Mejor producción de una película | Nominada  |

### Premios del Sindicato de Directores
| Año  | Categoría      | Candidato        | Resultado |
| ---- | -------------- | ---------------- | --------- |
| 2014 | Mejor director | David O. Russell | Nominado  |

### Premios SIBA
| Año  | Categoría                | Candidato                                                                    | Resultado |
| ---- | ------------------------ | ---------------------------------------------------------------------------- | --------- |
| 2013 | Mejor película           | American Hustle                                                              | Nominada  |
| 2013 | Mejor película - Comedia | American Hustle                                                              | Ganadora  |
| 2013 | Mejor director           | David O. Russell                                                             | Nominado  |
| 2013 | Mejor guion              | American Hustle                                                              | Nominado  |
| 2013 | Mejor reparto            | Christian Bale, Amy Adams, Bradley Cooper, Jeremy Renner y Jennifer Lawrence | Ganador   |
| 2013 | Mejor actriz - Comedia   | Amy Adams                                                                    | Nominada  |
| 2013 | Mejor actriz secundaria  | Jennifer Lawrence                                                            | Ganadora  |

### Premios del Círculo de Críticos de Cine de Nueva York
- Mejor película, guion y actriz secundaria (Jennifer Lawrence)

### American Film Institute
- Top 10 - Mejores películas del año